# Communauté d'agglomération Cœur d'Ostrevent
La Communauté d'agglomération Cœur d'Ostrevent  est une communauté d'agglomération française, située dans le département du Nord et la région Nord-Pas-de-Calais, arrondissement de Douai.

## Toponymie
Le  nom de l'intercommunalité vient de l'Ostrevent, pays traditionnel du Nord dont le nom signifie "contrée de l'est".

## Historique
Le Syndicat intercommunal de la région de Somain-Aniche (SIRSA), créée en 1962 et qui fonctionnait comme un syndicat à la carte, se transforme  le 20 décembre 2000 en communauté de Communes de l'Est du Douaisis (CCED).
Celle-ci participe en 2002 à la création du syndicat mixte chargé de l'élaboration du Schéma de cohérence territoriale appelé SCot Grand Douaisis. Ce SCoT approuvé en 2008, oriente les documents d'urbanismes locaux.
L'intercommunalité se renomme en 2006  communauté de communes Cœur d'Ostrevent.
En 2011 est évoqué la fusion éventuelle du Cœur d'Ostrevent avec la communauté d'agglomération de la Porte du Hainaut,.
Le 1er janvier 2019, Émerchicourt, seule commune de l'arrondissement de Valenciennes à ne pas être membre des intercommunalités du Valenciennois, et qui demandant de longue date à quitter le Cœur d'Ostrevent, rejoint la communauté d'agglomération de la Porte du Hainaut,, par un arrêté préfectoral du 22 décembre 2018, réduisant le nombre des communes associées à 20, et entraînant une baisse significative de recettes pour l'intercommunalité, évaluée à un million d'euros en 2019, mais cette décision est annulée par la justice et la commune réintègre le 1er juillet 2022 la communauté de communes Cœur d'Ostrevent. Cette réintégration n'est que temporaire, car la commune obtient par un arrêté préfectoral du 26 septembre 2023 pris après accord de la CDCI du Nord, du conseil communautaire de la Porte du Hainaut et de nombreux conseils municipaux de ses communes, de rejoindre la communauté d'agglomération de la Porte du Hainaut le 1er janvier 2024, car « en termes de services administratifs, sociaux, juridiques, de santé et de services à la personne, les habitants d'Émerchicourt se tournent davantage vers les équipements et infrastructures du Valenciennois [et] qu'en matière de sécurité publique, la commune est située dans le zonage de la compagnie de gendarmerie de Valenciennes ».
À la demande d'une majorité des communes concernées, la communauté de communes est transformée en communauté d'agglomération par un arrêté préfectoral du 31 décembre 2024, et prend la dénomination de « communauté d'agglomération Coeur d'Ostrevent ». Elle utilise le nom de communication de Cœur d’Ostrevent Agglo.

## Territoire communautaire

### Géographie
Le Cœur d'Ostrevent s’affiche, dans son ensemble, plutôt comme un pôle résidentiel que comme un pôle d’emplois. Ce territoire est desservi par l’axe structurant de l’ex-Bassin Minier (A21) et, dans sa partie nord, par une liaison rapide à partir ou en direction de la métropole lilloise (A23)......
Le cœur de l'Ostrevent constitue une aire géographique caractéristique de l’ex-Bassin minier du Nord-Pas-de-Calais, fortement marquée  par la période tant dans son urbanisme que dans ses profils sociodémographiques. À l’arrêt de l’exploitation charbonnière se sont ajoutées la régression du pôle verrier Aniche/Émerchicourt et surtout la disparition des activités sidérurgiques du Denaisis. Mais c’est aussi un territoire aux composantes rurales qui bénéficie, au sud, de la présence du Val de la Sensée et, au nord-est, des espaces naturels et forestiers du PNR Scarpe-Escaut.
Sur le territoire du Cœur d'Ostrevent, se chevauche l’aire d’influence des trois grands pôles urbains qui l’entourent :
- Douai, centre-ville historique et pôle administratif de l’arrondissement ;
- Valenciennes, dont l’attractivité s’étend principalement sur les franges est du territoire ;
- et la métropole de Lille, qui exerce son influence du fait de ses fonctions d’intérêt régional et du fait également de l’extension de son bassin d’habitat, en particulier dans la partie nord du territoire.

### Composition
En 2024, la communauté de communes est composée des 20 communes suivantes, compte-tenu du retrait d'Émerchicourt :

| Nom                     | Code Insee | Gentilé          | Superficie (km2) | Population (dernière pop. légale) | Densité (hab./km2) |
| ----------------------- | ---------- | ---------------- | ---------------- | --------------------------------- | ------------------ |
| Lewarde (siège)         | 59345      | Lewardois        | 3,9              | 2 388 (2022)                      | 612                |
| Aniche                  | 59008      | Anichois         | 6,52             | 10 001 (2022)                     | 1 534              |
| Auberchicourt           | 59024      | Auberchicourtois | 7,12             | 4 626 (2022)                      | 650                |
| Bruille-lez-Marchiennes | 59113      | Bruillois        | 4,33             | 1 345 (2022)                      | 311                |
| Écaillon                | 59185      | Écaillonnais     | 4                | 1 883 (2022)                      | 471                |
| Erre                    | 59203      | Errois           | 5,88             | 1 576 (2022)                      | 268                |
| Fenain                  | 59227      | Fenainois        | 5,78             | 5 533 (2022)                      | 957                |
| Hornaing                | 59314      | Hornaingeois     | 8,95             | 3 522 (2022)                      | 394                |
| Loffre                  | 59354      | Loffriens        | 2,6              | 717 (2022)                        | 276                |
| Marchiennes             | 59375      | Marchiennois     | 21,44            | 4 506 (2022)                      | 210                |
| Masny                   | 59390      | Masnysiens       | 7,12             | 4 028 (2022)                      | 566                |
| Monchecourt             | 59409      | Monchecourtois   | 6,77             | 2 488 (2022)                      | 368                |
| Montigny-en-Ostrevent   | 59414      | Montignanais     | 5,42             | 4 588 (2022)                      | 846                |
| Pecquencourt            | 59456      | Pecquencourtois  | 9,6              | 6 160 (2022)                      | 642                |
| Rieulay                 | 59501      | Rieulaysiens     | 7,29             | 1 226 (2022)                      | 168                |
| Somain                  | 59574      | Somainois        | 12,32            | 11 902 (2022)                     | 966                |
| Tilloy-lez-Marchiennes  | 59596      | Tillotins        | 5,5              | 538 (2022)                        | 98                 |
| Vred                    | 59629      | Vredois          | 3,42             | 1 311 (2022)                      | 383                |
| Wandignies-Hamage       | 59637      | Wandinamageois   | 6,3              | 1 310 (2022)                      | 208                |
| Warlaing                | 59642      | Warlingeois      | 3,89             | 599 (2022)                        | 154                |

### Démographie
| 1968   | 1975   | 1982   | 1990   | 1999   | 2006   | 2011   | 2016   | 2022   |
| ------ | ------ | ------ | ------ | ------ | ------ | ------ | ------ | ------ |
| 74 669 | 71 981 | 70 145 | 71 031 | 70 893 | 71 221 | 72 087 | 71 195 | 70 247 |

Pyramide des âges en 2022
Comparaison des pyramides des âges de la Communauté de communes Cœur d'Ostrevent et du département du Nord en 2022
| Hommes | Classe d’âge   | Femmes |
| ------ | -------------- | ------ |
| 0,5    | 90 ans et plus | 1,6    |
| 5,4    | 75 à 89 ans    | 8,6    |
| 16,0   | 60 à 74 ans    | 17,7   |
| 19,8   | 45 à 59 ans    | 18,8   |
| 19,2   | 30 à 44 ans    | 18,1   |
| 18,6   | 15 à 29 ans    | 16,5   |
| 20,5   | 0 à 14 ans     | 18,7   |

| Hommes | Classe d’âge   | Femmes |
| ------ | -------------- | ------ |
| 0,5    | 90 ans et plus | 1,5    |
| 5,5    | 75 à 89 ans    | 8,2    |
| 14,9   | 60 à 74 ans    | 16,4   |
| 19,0   | 45 à 59 ans    | 18,4   |
| 19,5   | 30 à 44 ans    | 18,7   |
| 20,7   | 15 à 29 ans    | 19,1   |
| 19,9   | 0 à 14 ans     | 17,7   |

## Organisation

### Siège
Le siège de la communauté de communes est à Lewarde, domaine du Château, Avenue du Bois.

### Élus
La CCCO est administrée par son conseil communautaire, composé pour la fin de la mandature 2020-2026 (après le départ d'Émerchicourt)  de 56 conseillers municipaux issus de chaque commune membre, répartis sensiblement en fonction de leur population de la manière suivante : 

- 9 délégués pour Somain ;

- 7 délégués pour Aniche ; 

- 5 délégués pour Pecquencourt ;

- 4 délégués pour Auberchicourt, Fenain, Marchiennes, Montigny-en-Ostrevent ;

- 3 délégués pour Hornaing, Masny ;

- 2 délégués pour Bruille-lez-Marchiennes, Écaillon, Erre, Lewarde, Monchecourt, Rieulay ; 

- 1 délégué ou son suppléant pour Loffre, Tilloy-lez-Marchiennes, Vred Wandignies-Hamage et Warlaing.

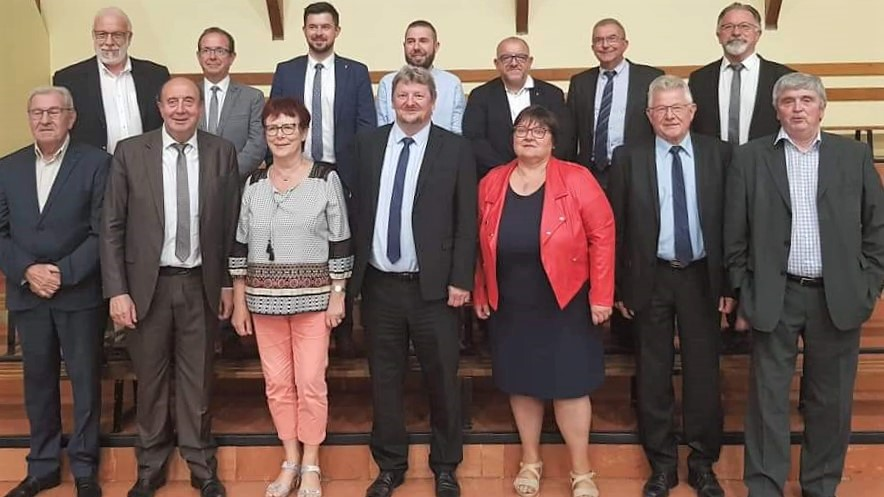
Séance d'investiture du président et des quatorze vice-présidents de la Communauté de communes Cœur d'Ostrevent le 10 juillet 2020.
1er rang : Jean Savary, Gilles Grévin, Arlette Dupilet, Frédéric Delannoy (président), Sylvie Larivière, Alain Pakosz, Joël Perrache.
2e rang : Marc Delecluse, Laurent Martinez, Xavier Bartoszek, Yazid Lehingue, Lionel Fontaine, Patrice Bricout, Salvatore De Cesare.

Au terme des élections municipales de 2020, le conseil communautaire renouvelé réélit le 10 juillet 2020 son président, Frédéric Delannoy, maire d'Hornaing, par quarante-cinq voix et douze bulletins blancs. Le nombre de vice-présidents passe de neuf à quatorze. Ceux-ci sont, fin 2024 : 
1. Joël Pierrache, maire de Pecquencourt, délégué au développement économique, au commerce et aux nouvelles technologies ;
2. Alain Pakosz, maire d’Erre, délégué aux finances et aux ressources humaines ;
3. Marie-Hélène Leroy, nouvelle maire d'Auberchicourt, chargée du développement économique, insertion sociale et professionnelle, finances ;
4. Xavier Bartoszek, maire d’Aniche, chargé de l'aménagement de l'espace, de l'habitat, de l'ERBM et du logement Social ;
5. Patrice Bricout, maire de Warlaing, délégué à la collecte et au traitement des déchets ménagers ;
6. Arlette Dupilet, maire de Fenain, déléguée à la culture et à la communication ;
7. Jean Savary, maire de Monchecourt, délégué à la gestion des milieux aquatiques et la prévention des inondations (GEMAPI) et au cycle de l’eau ;
8. Laurent Martinez, adjoint aux finances à Marchiennes, délégué à la jeunesse et au sport ;
9. Sylvie Larivière, adjointe aux affaires sociales et culturelles à Loffre, déléguée à la prévention santé, au contrat local de santé et à la lutte contre la pollution ;
10. Marc Delécluse, maire de Rieulay, délégué au développement et à la promotion du tourisme ;
11. Lionel Fontaine, maire de Masny, délégué à la cohésion sociale, à la politique de la ville, aux quartiers prioritaires et aux aires d’accueil des gens du voyage ;
12. Jean-Michel Sieckarek, maire de Wandignies-Hamage, délégué au développement rural, à l’agriculture biologique, aux circuits courts et à l’électrification rurale ;
13. Salvatore De Cesare, maire de Montigny-en-Ostrevent, délégué au cadre de vie, au développement durable, à la transition écologique et énergétique, au plan climat air énergie ;
14. Yazid Lehingue, adjoint à la démocratie participative à Somain, délégué aux affaires juridiques, à la mutualisation, aux marchés publics et à la mobilité.

### Liste des présidents

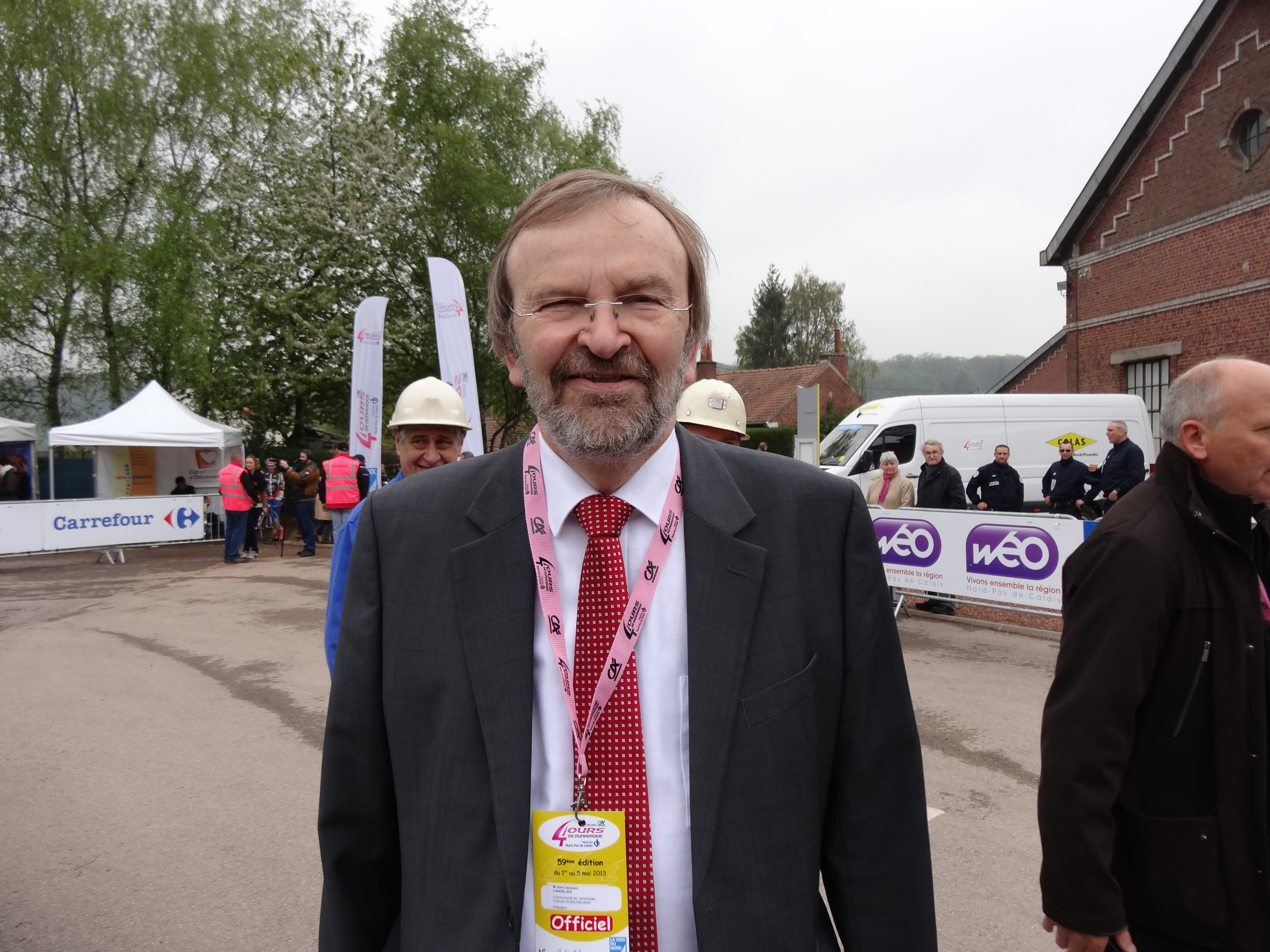
Jean-Jacques Candelier au Centre historique minier de Lewarde, peu avant le départ de la deuxième étape de l'édition 2013 des Quatre Jours de Dunkerque.

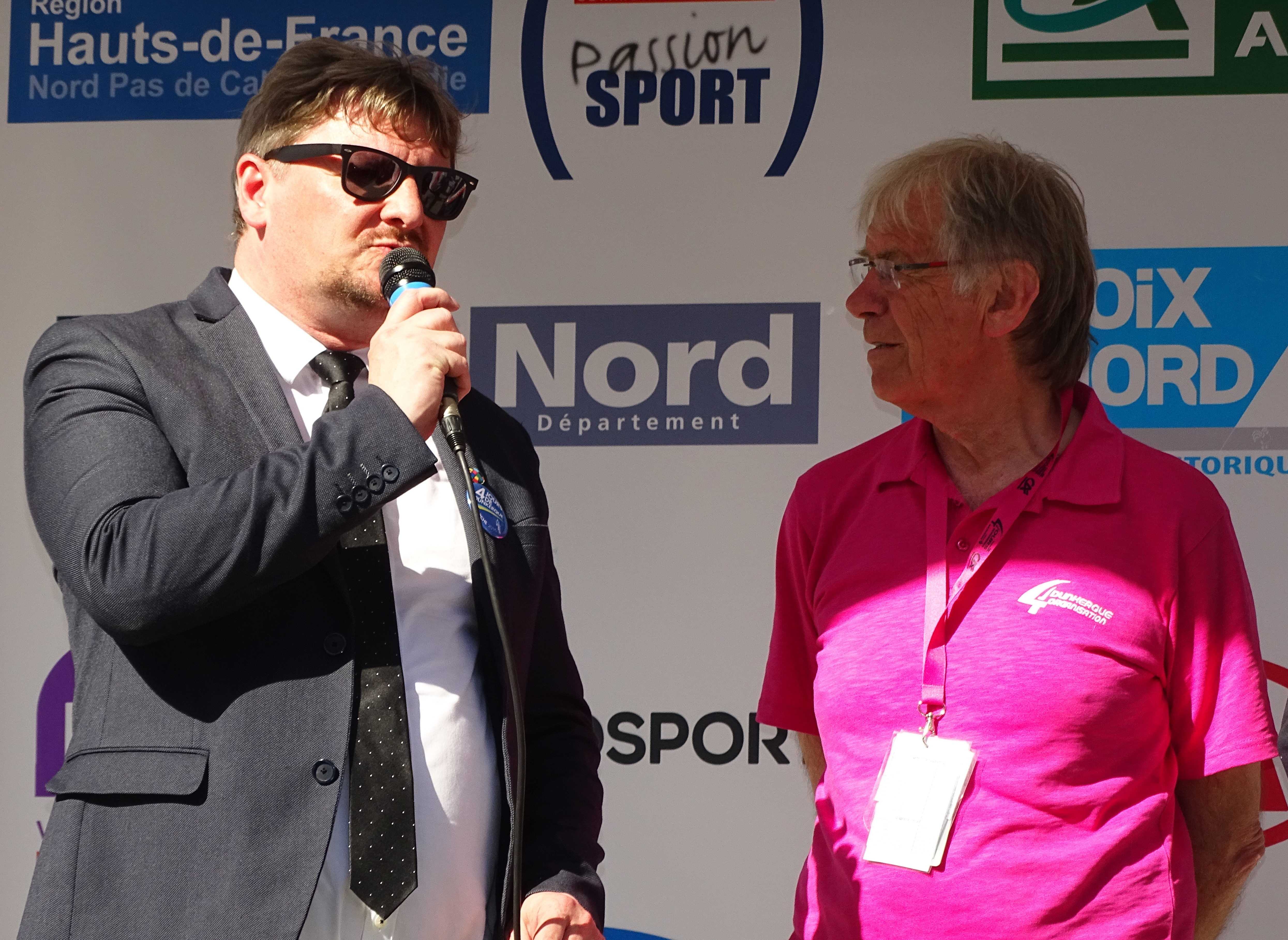
Frédéric Delannoy avec Daniel Mangeas lors de l'arrivée de la 2e étape des Quatre jours de Dunkerque 2016 à Aniche.

| Période                                  | Période                        | Identité               | Étiquette | Qualité |
| ---------------------------------------- | ------------------------------ | ---------------------- | --------- | --- |
| Les données manquantes sont à compléter. |                                |                        |           | |
| avant 1978                               | 1983 (?)                       | Irénée Nottez          | PCF       | Conducteur à la SNCF, syndicaliste Maire de Lewarde (1977 → 1998) Suppléant du député communiste Georges Hage (15e circ. du Nord)                                                 |
| avril 1983                               | avril 2014                     | Jean-Jacques Candelier | PCF       | Cadre de la fonction publique territoriale Maire de Bruille-lez-Marchiennes (1977 → ) Conseiller général de Marchiennes (1985 → 2008) Député du Nord (16e circ) (2007 → 2017)     |
| avril 2014,                              | En cours (au 28 novembre 2024) | Frédéric Delannoy      | PS        | Attaché territorial Maire d'Hornaing (2008 → ) Conseiller départemental de Sin-le-Nobre (2015 → ) Vice-président au SIDEN-SIAN[Quoi ?] (2020 → ) Réélu pourt le mandat 2020-2026, |

### Compétences
La communauté d'agglomération  exerce des compétences qui lui ont été transférées par les communes membres, dans les conditions fixées par le code général des collectivités territoriales. L'arrêté préfectoral du 31 décembre 2024 définit ces compétences, qui peuvent être synthétisées de la manière suivante :
- Développement économique : Actions de développement économique, zones d'activité, politique locale du commerce et soutien aux activités commerciales, promotion du tourisme ;
- Aménagement de l'espace : Schéma de cohérence territoriale (SCoT), opérations d'aménagement d'intérêt communautaire, organisation de la mobilité, y compris les abribus nécessaires à la mise en œuvre de la compétence Mobilité et les parcs relais définis dans le cadre du plan de déplacement urbain, constitution de réserves foncières pour les des ZAC et lotissements d'intérêt communautaire
- Équilibre social de l'habitat : programme local de l'habitat (PLH), politique du logement, actions et aides financières en faveur du logement social, réserves foncières pour la mise en œuvre de la politique communautaire d'équilibre social de l'habitat ; action en faveur du logement des personnes défavorisées ; amélioration du parc immobilier bâti d'intérêt communautaire, convention de délégation de compétences avec l’État en matière d'aides à la pierre et de l'attribution des aides publiques en faveur des logements locatifs sociaux, de la rénovation de l'habitat privé ancien, de la location-accession et de la création de places d'hébergement et attribution de ces aides ; amélioration de l'habitat privé ancien (OPAH RU, OPAH, PST, PIG, MOUS Insalubrité...)
- Politique de la ville, dont les actions de formation et d'insertion sociale et professionnelle d'intérêt communautaire au travers de la création et de la gestion d'un service de formation insertion et de chantiers Insertion. et la participation à la Mission Locale pour l'emploi des jeunes dans le Douaisis et au PLIE. ;
- Gestion des milieux aquatiques et prévention des inondations (GEMAPI) ;
- Aires d'accueil pour les gens du voyage en France ;
- Collecte et traitement des ordures ménagères, eau, assainissement, gestion des eaux urbaines pluviales ;
- Protection et mise en valeur de l'environnement : programmes partenariaux pour un développement durable du territoire (Charte pour l'Environnement, Agenda 21 communautaire), actions d'éducation de formation et de sensibilisation à l'environnement et au développement durable, lutte contre la pollution de l'air : adhésion à I'ATMO Nord-Pas-de-Calais, schéma territorial éolien, et proposition de Zones de Développement Éolien, schéma d'aménagement et de gestion des eaux (SAGE) ; constitution de réserves foncières destinées à la valorisation écologique et environnementale, réalisation des opérations de mise en œuvre des Schémas "Trame Verte et Bleue Territoriale" et "Mission Bassin Minier" (Bois de Lewarde. Parc du Château à Lewarde, chemins de randonnée communautaires, projets d'itinéraires de Véloroute Voies Vertes) ;
- Réseau d'infrastructure pour les véhicules électriques et hybrides,
- Plan climat-air-énergie territorial (PCAET),
- Culture et sports : équipements culturels et sportifs, équipements d'enseignement pré-élémentaire et élémentaire reconnus d'intérêt communautaire,
- Planification : projet de territoire communautaire, contrats de Ville et conventions d'application territorialisées à l'échelle communautaire des Contrats de Plan État-Région, des Programmes d'Initiative Régionale, de la Politique de la Ville et des Schémas de Service Collectifs ;
- Distribution d'énergie électrique : concession et contrôle de la distribution d'énergie électrique ;
- Politique culturelle : réseau de diffusion culturelle, festival communautaire annuel, mise en réseau et animation des équipements de lecture publique ;
- Développement touristique : Promotion du patrimoine historique et paysager intéressant l'ensemble des communes : participation au Centre Historique Minier de Lewarde, études visant à la définition d'une politique touristique communautaire, réhabilitation du petit patrimoine, tel que chapelles, calvaires ;
- Politique sportive : création et réalisation d'un plateau multi-sports et d'aires de jeux de plein air sur le territoire de chacune des 20 communes, et trabsfert de leur gestion à la commune concernée, installation d'équipements sportifs et de loisirs d'hiver mobiles,
- Construction du tramway,
- Réseau de communication électronique d'intérêt communautaire

### Régime fiscal et budget
La communauté d'agglomération est un établissement public de coopération intercommunale à fiscalité propre.
Afin de financer l'exercice de ses compétences, l'intercommunalité perçoit, comme toutes les communautés d'agglomération, la fiscalité professionnelle unique (FPU) – qui a succédé à la taxe professionnelle unique (TPU) – et assure une péréquation de ressources. Elle reverse une  dotation de solidarité communautaire (DSC) à ses communes membres.
Elle perçoit également une taxe d'enlèvement des ordures ménagères (TEOM), qui finance le fonctionnement de ce service public.
En 2024, sa dotation globale de fonctionnement s'est élevée à 3 085 911 €, soit 42,50 €/habitant.
Le départ d'Émerchicourt le 1er janvier 2019 de la communauté de communes lui pose des difficultés financières car la commune, où se trouve un établissement de Saint Gobain Glass France, rapportait une ressource fiscale annuelle de l'ordre de 1,5 million d'euros. La communauté d'agglomération de la Porte du Hainaut propose au Cœur d’Ostrevent un financement de l’ordre de 500 000 euros pendant 3 ans par la CAPH.

## Projets et réalisations
Conformément aux dispositions légales, une communauté de communes a pour objet d'associer des « communes au sein d'un espace de solidarité, en vue de l'élaboration d'un projet commun de développement et d'aménagement de l'espace ».

### Projet de territoire
Le Cœur d'Ostrevent s’est doté d’un projet de territoire qui détermine les orientations et les priorités des 21 communes pour 2000-2015 en matière de développement économique et de cohésion sociale, d’aménagement et d’urbanisme, de transport et de logement, de politique de la ville, de politique de l’environnement… Il s’articule autour de trois axes majeurs : un développement économique favorisant l’accès à l’emploi pour tous / un cadre résidentiel valorisé et attractif / le développement de la qualité de la vie sociale et l’épanouissement individuel.

### Cœur d'Europe
(août 2021).

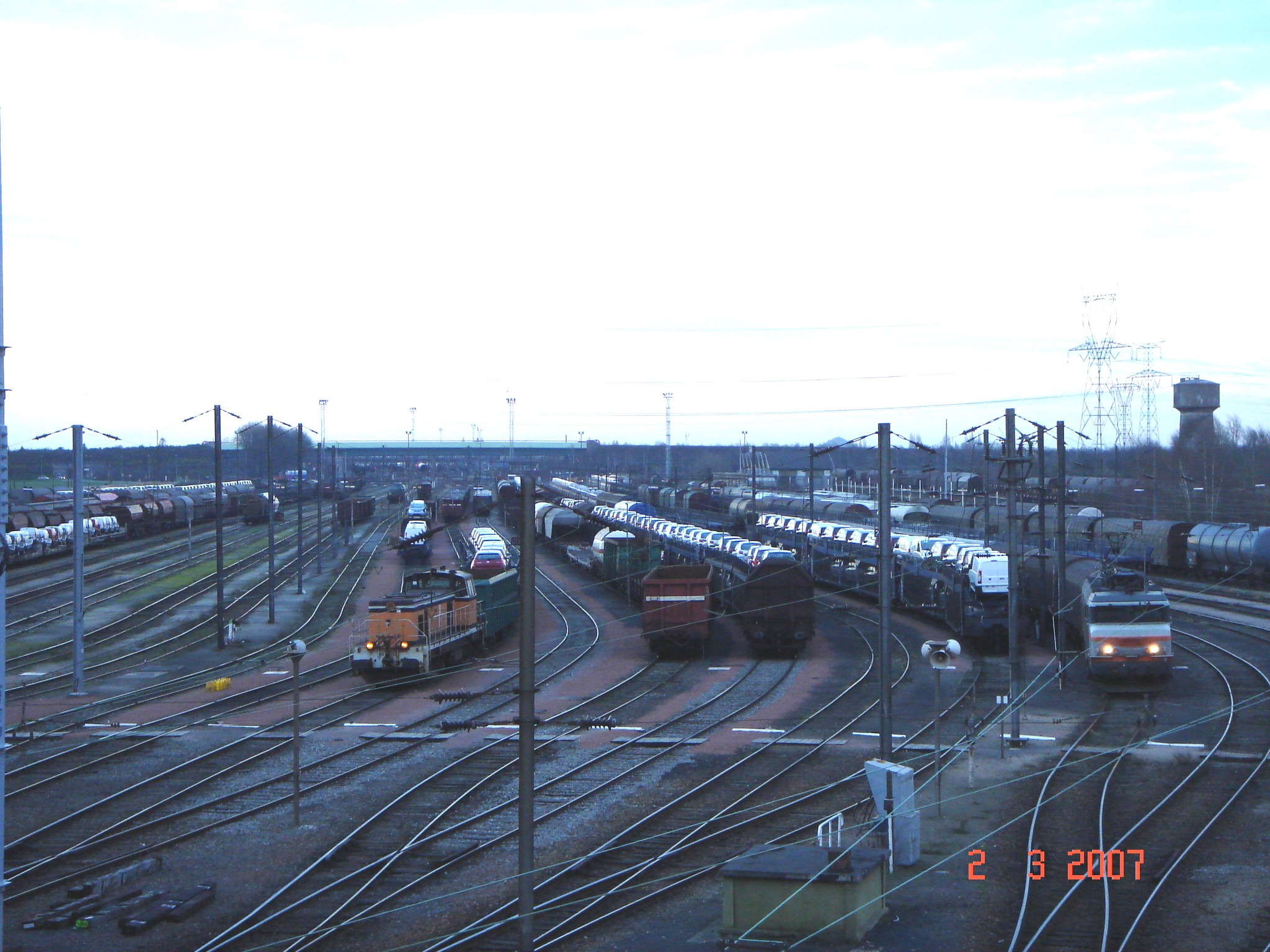
Somain gare de Triage

- (50° 21′ 04,76″ N, 3° 16′ 12,55″ E) Situation Satellite Google Maps
- 2005 la CCED décide d'intensifier l'activité économique autour de la ZA de la Renaissance.Le site retenu a été circonscrit autour de la gare de triage de Somain et de la ZA de la Renaissance.
- Dans une zone au maillage dense d'autoroutes A21,A1,A2,A23,A26 une zone de 65 hectares une plate-forme logistique bi-modal Rail route avec 7 bâtiments offriront 250 000 m2 de stockage dont 123 000 m2 directement reliés au rail[29].

- 2007 : en juin, dépôt du permis de construire.
- 2008 : premier semestre début des travaux.
- 2010 : aucune construction en cours.
- 2015 : Toujours au stade projet

- Investissement 150 m€ en fonds privés
- Emplois 700 directs 300 indirects

### La relance
La gare de triage de Somain est la seule au nord de Paris et assume une baisse constante des effectifs cheminots du fait de la baisse du trafic ferroviaire (1300 wagons/jours en 2000). Le syndicat ferroviaire CGT relance en 2013 le projet, les acteurs locaux relancent le projet 

### Centrale solaire photovoltaïque
Un projet de centrale solaire photovoltaïque à Somain est présenté au début des années 2020 et émane de la communauté de communes.